# Hubert Faensen
Hubert Faensen (* 29. Dezember 1928 in Sandau, Tschechoslowakei; † 23. Januar 2019 in Kleinmachnow) war ein deutscher Kunsthistoriker und langjähriger Verlagsleiter.

## Leben
Hubert Faensen wuchs in Aachen und Chemnitz auf. 1943 bis 1945 musste er Dienst als Luftwaffenhelfer leisten. 1946 trat er in die DDR-CDU ein. Von 1947 bis 1949 studierte er zunächst Sozialwissenschaften in Rostock und war dann von 1949 bis 1952 als Volontär bzw. Kulturredakteur bei der CDU-Zeitung Der Demokrat in Schwerin unter Chefredakteur Hugo Reinhart tätig. In dieser Zeit war Faensen auch Jugendreferent beim Landesverband Mecklenburg der CDU und Mitglied des mecklenburgischen Landesvorstandes. Von 1950 bis 1954 war er Abgeordneter der Volkskammer der DDR; und hier Mitglied im Verfassungsausschuss 1951 bis 1954 war er auch Mitglied des Hauptvorstandes der CDU. Ab 1952 studierte er Philosophie und Kunstgeschichte an der Humboldt-Universität zu Berlin u. a. bei Richard Hamann, 1955 schloss er als Diplom-Philosoph ab und 1959 wurde er bei Wolfgang Heise promoviert. Parallel dazu war er Mitarbeiter der CDU-Zeitung Neue Zeit und wissenschaftlicher Mitarbeiter der Parteileitung der CDU. Im Januar 1960 wurde er Cheflektor des Union Verlags in Berlin, vom 1. Dezember 1960 bis 1982 war er Direktors des Verlages und versah die Aufgaben eines Cheflektors. Anlässlich des 50. Geburtstages des Verlagslektors und Herausgebers Gerhard Rostin schrieb er diesem 1978 einen würdigenden Glückwunsch zusammen mit dem Cheflektor für Belletristik Bongardt. Von 1961 bis 1990 leitete Faensen auch den gleichfalls im Besitz der DDR-CDU befindlichen Verlag Koehler & Amelang in Leipzig.
„Mit seiner verlegerischen Tätigkeit in der DDR beförderte er neben anspruchsvoller Belletristik, bei der vor allem biographische Editionen, historische Monographien sowie das literarische Erbe zu nennen sind, kunst- und kulturgeschichtliche Publikationen sowie philosophische Literatur, … Mit diesem Verlagsprogramm vermochte er es, christlich-demokratische Ideen und historisch-kritische Methoden in der DDR wirksam werden zu lassen, trotz staatlicher Restriktionen wie der Einstampfung von Ausgaben bürgerlicher bzw. christlicher Autoren…“. Friedrich Möbius schrieb: „Hubert Faensen war es gelungen, mit dem Union-Verlag der auf Atheismus und Klassenkampf angelegten SED-Kulturpolitik einen Freiraum abzuringen, in dem christliche Kunstliteratur, eine hohe, weit über dem Durchschnitt liegende Buchkultur und auch sonst viel Unkonventionelles und sonst kaum Mögliches gedeihen konnten“.
So beantragte Verlagsleiter Hubert Faensen zusammen mit Johannes Bobrowski aus dem Lektorat des Union Verlages Berlin Anfang März 1961 eine Druckgenehmigung für ein Werk mit dem Arbeitstitel „Weihnachtsbuch“ beim Ministerium für Kultur der DDR, Hauptverwaltung Verlage und Buchhandel, für das Gerhard Rostin als Herausgeber gewonnen wurde.  Der zuständige Mitarbeiter der Hauptverwaltung führte mit Faensen ein klärendes Gespräch am 18. April 1961 wegen der staatlicherseits gewünschten „Korrekturen“. Nachdem diese vom Union Verlag vorgenommen waren, wurde der Vollzug der Hauptverwaltung angezeigt und dabei die Hoffnung ausgesprochen, dass „der Erteilung der Druckgenehmigung nun nichts mehr im Wege stehen wird.“ Die Genehmigung für das „Objekt Nr. 1014“ erhielt die Lizenznummer 18/395/1014/61 und wurde  erwartungsgemäß  für die beantragte Auflage in Höhe von fünf Tausend Exemplaren am 2. Mai 1961 erteilt. Der Bucheinband  wurde  in Ganzleinen  hergestellt und mit einem Schutzumschlag unter Verwendung eines Farbholzschnittes des Hallenser  Malers und Grafikers Meinolf Splett (1911–2009) ausgestattet. Als Buchtitel wurde  endgültig die Überschrift des Eingangsgedichts von Rudolf Alexander Schröder „Es kommt ein Stern gezogen“ gewählt und das „Weihnachtsbuch“ bis 1965 in zwei Nachauflagen gedruckt.
Parallel zu seiner Verlagstätigkeit forschte und publizierte er vor allem auf den Gebieten der frühchristlichen, byzantinischen und osteuropäischen Kunst. Er hatte Lehraufträge an der HU Berlin, insbesondere zur altrussischen Kunst. 1973 erfolgte seine Promotion B (Dr. sc.) an der HU Berlin, 1977 erhielt er die Facultas Docendi. Von 1982 bis Herbst 1992 war er dort ordentlicher Professor für Kunstgeschichte. Von 1982 bis 1989 war er Mitglied des Hauptvorstandes der DDR-CDU.

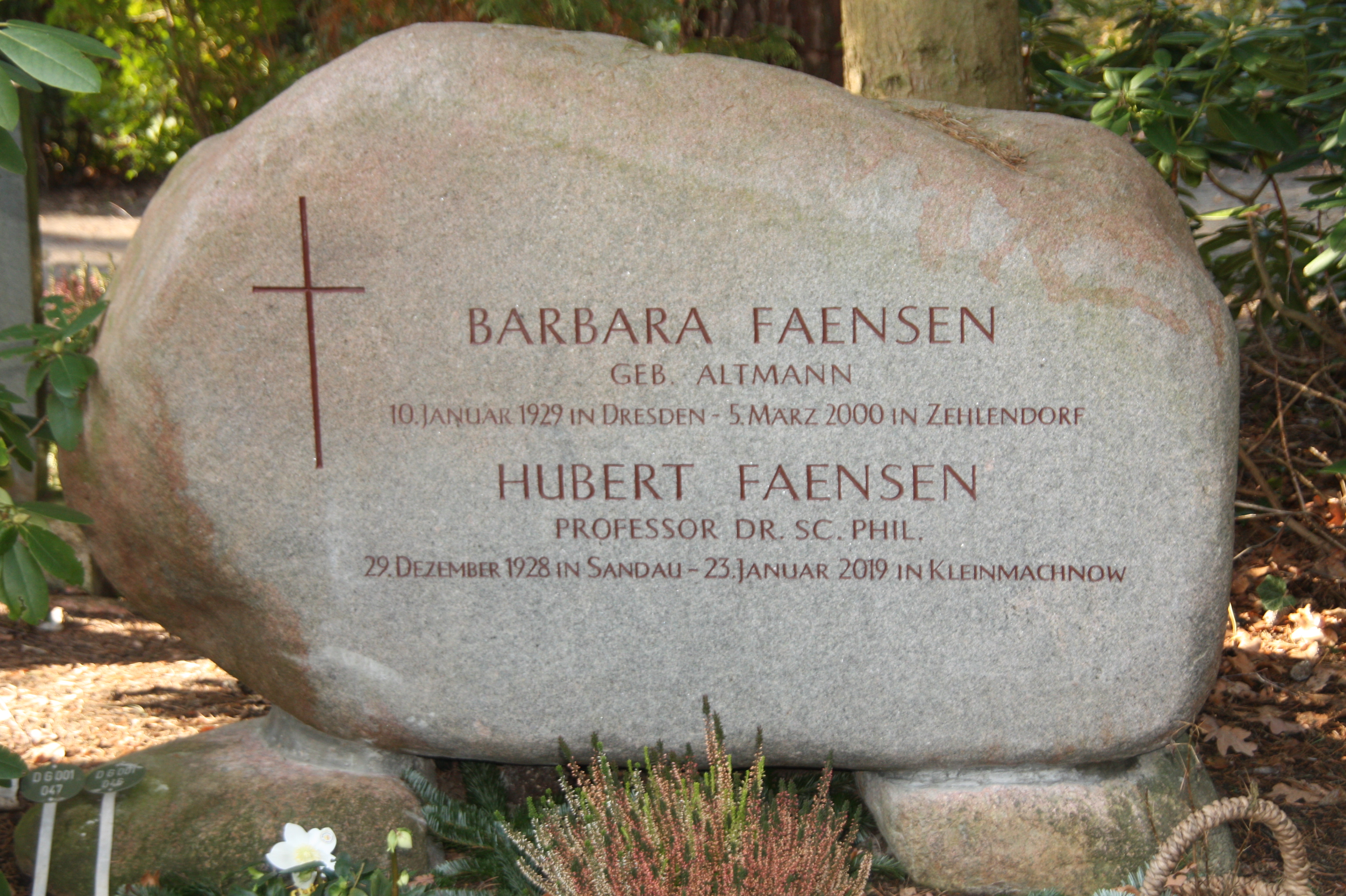
Grab auf dem Waldfriedhof Kleinmachnow

Faensen lebte seit 1956 in Kleinmachnow bei Berlin und publizierte in seinem Ruhestand zur Geschichte der dortigen Neuen Hakeburg und der Dorfkirche. Viele Jahre war er für die BiK, dann für die UBK/WIR Mitglied in der Gemeindevertretung von Kleinmachnow. Am 30. September 2016 durfte er sich in das Goldene Buch von Kleinmachnow eintragen. Auch war er seit 2004 Ehrenmitglied des Heimatvereins Kleinmachnow.
Verheiratet war er mit der Journalistin Barbara Faensen (geb. Altmann, * 10. Januar 1929 in Dresden; † 5. März 2000 in Berlin-Zehlendorf). Aus der Ehe gingen zwei Töchter und ein Sohn, der Archäologe Bertram Faensen (* 1966), hervor.
Sein Grab befindet sich auf dem Waldfriedhof Kleinmachnow.

## Ehrungen
1969 erhielt er die Ernst-Moritz-Arndt-Medaille, 1977 die Ehrennadel der Deutsch-Sowjetischen Freundschaft in Gold 1978 den Vaterländischen Verdienstorden in Bronze, 1988 den Vaterländischen Verdienstorden in Silber 1981 die Wilhelm-Bracke-Medaille in Gold. 1987 wurde er Ehrenmitglied der Archäologischen Gesellschaft in Athen.

## Veröffentlichungen (Auswahl)
- Der Formbegriff bei Konrad Fiedler. Dissertation. Humboldt-Universität Berlin, 3. Februar 1960.
- Albrecht Dürer. Schriftlicher Nachlaß. Eine Auswahl. Union Verlag, Berlin 1962.
- Die bildnerische Form. Die Kunstauffassungen Konrad Fiedlers, Adolf von Hildebrands und Hans von Marées. Akademie-Verlag, Berlin 1965 (Druckfassung der Dissertation).
- mit Wladimir Iwanow: Altrussische Baukunst. Union Verlag, Berlin 1972 (Lizenzausgabe: Schroll, Wien / München 1972).
- Kirchen im Moskauer Kreml (= Das christliche Denkmal. Sonderheft 5). Union Verlag, Berlin 1980.
- Kirchen und Klöster im alten Russland. Stilgeschichte der altrussischen Baukunst von der Kiewer Rus bis zum Verfall der Tatarenherrschaft. Koehler & Amelang, Leipzig 1982 (Lizenzausgabe: Schroll, Wien/München 1983, ISBN 3-7031-0570-4).
- Siehe die Stadt, die leuchtet. Geschichte, Symbolik und Funktion altrussischer Baukunst. Koehler & Amelang, Leipzig 1989, ISBN 3-7338-0098-2 (Lizenzausgabe: VCH, Acta Humaniora, Weinheim 1990, ISBN 3-527-17706-X).
- Geheimnisträger Hakeburg. Beispiel eines Funktionswandels: Herrensitz, Ministerresidenz, Forschungsanstalt, SED-Parteischule (= Brandenburgische historische Hefte. 6). Brandenburgische Landeszentrale für Politische Bildung, Potsdam 1997, ISBN 3-932502-00-0 (Digitalisat).
- Hightech für Hitler. Die Hakeburg – Vom Forschungszentrum zur Kaderschmiede. Ch. Links Verlag, Berlin 2001, ISBN 3-86153-252-2.
- 2. aktualisierte und ergänzte Auflage: Die Neue Hakeburg. Wilhelminischer Prachtbau, Hitlers Forschungszentrum, SED-Kaderschmiede. Ch. Links Verlag, Berlin 2018, ISBN 978-3-96289-029-2.